# キャプテン インダストリーズ
株式会社キャプテン インダストリーズは、東京都江戸川区船堀に本社を持つ工作機械の周辺機器の輸出入商社である。

## 沿革
- 1974年(昭和49年) 
  - 7月 - 東京千代田区にて設立
  - 12月 - 大阪営業所を開設
- 1979年(昭和54年)
  - 5月 - 厚木営業所を開設
  - 6月 - 名古屋営業所を開設
- 1980年(昭和55年)
  - 4月 - 広島営業所を開設
  - 9月 - 北陸営業所を開設
- 1982年(昭和57年) 10月 - 工作機械、ロボット、一般産業機械の電線、油圧管、エアホース等の保護管として「キャップフレックス」の製造販売開始
- 1983年(昭和58年) 1月 - 東京・中央区に本社移転
- 1984年(昭和59年) 4月 - 東京・江戸川区に船堀工場設立
- 1985年(昭和60年) 1月 - キャプテンインダストリーズ台湾支店を設立
- 1986年(昭和61年)
  - 3月 - 九州営業所を開設
  - 8月 - 新潟営業所を開設
- 1989年(平成元年)
  - 5月 - 小牧配送センターを開設
  - 10月 - 南那須工場を建設

- 1992年(平成4年) 8月 - 江戸川区に本社を移転

- 1998年(平成10年) 3月 - 京都営業所を開設
- 2002年(平成14年) 2月 - 「ローロンスライド」組立開始
- 2006年(平成18年)
  - 4月 - 台湾支店を現地法人 克普典科技股ｲ分有限公司（Captain Science Corporation）に改組
  - 8月 - 本社新社屋完成
- 2012年(平成24年) 4月 - 堺工場開設、FPMS　Fischer Preciseメンテナンスサービスを堺に開設